# San Fiorenzo

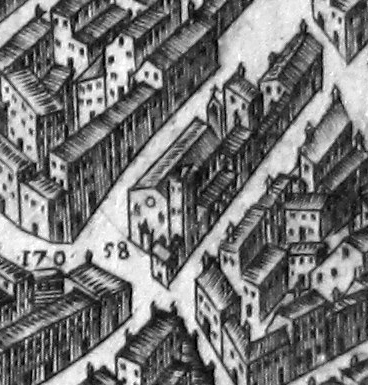
San Fiorenzo auf einem Plan von Buonsignori (1594)

Die Kirche San Fiorenzo oder San Firenze war eine alte Kultstätte in Florenz, die sich an der Ecke Piazza San Firenze (der sie, wenn auch abgeleitet, ihren Namen gab) und der Via Borgo dei Greci befand.

## Geschichte
Die Kirche wird bereits 1174 zum ersten Mal erwähnt, aber ihr Erscheinungsbild geht hauptsächlich auf den Wiederaufbau im 13. Jahrhundert zurück. Sie stand unter der Patronanz der Abtei von Montescalari, eine Tatsache, die zwischen 1241 und 1271 einige Konflikte zwischen dem Bischof und den Gemeindemitgliedern auslöste. Sie war Teil der 36 Pfarreien des alten Florenz.
Im Jahre 1645 wurde sie in den Komplex von San Firenze eingegliedert, der fünf Jahre zuvor erworben wurde. Vom Architekten Zanobi del Rosso umgestaltet, war sie später der Audienzsaal des Gerichtes.

## Beschreibung
Das antike Erscheinungsbild der Kirche ist nur auf alten Plänen ersichtlich, die sie klein, mit einer normalen Giebelfassade zeigt. Im Inneren sind jedoch alte Spurten erhalten geblieben, vor allem wegen eines erhöhten Chors über der Krypta ersichtlich ist.
Im Inneren befanden sich einige Inschriften. Eine erinnerte an die Vergrößerung des Chores 1276 und eine an die allgemeine Restaurierung 1280. Unter den Wappen der Familien, welche die Schirmherrschaft übernahmen, waren die Wappen der Magalotti und der Mancini besonders häufig. Der Hauptaltar, ein Polyptychon von Pacino di Buonaguida, befindet sich heute in der Galleria dell’Accademia. Es zeigt ein Kruzifix zwischen Maria und Maria Magdalena in der Mitte und den Heiligen Bischof Nikolaus, Bartholomeus, Fiorenzo und Luca auf beiden Seiten.
Auf dem Seitenaltar der Familie Gangalandi befanden sich ein Fresko von geringer künstlerischer Bedeutung und eine Tafel mit der Krönung der Jungfrau Maria unter zahlreichen Heiligen, unter denen die Anwesenheit der seligen Uniliana de’ Cerchi auffiel. In der Kapelle Del Tovaglia befand sich eine Tafel mit den Zehntausend Märtyrern von Stradano. Die Kapelle Mancini enthielt eine Inschrift, die an ihre Gründung im Jahr 1335 erinnerte.
Der Tabernakel für das Allerheiligste stammte aus der Werkstatt von Della Robbia und befindet sich heute im Bargello.
In der Nähe der Kirche befanden sich die beiden Türme der Magalotti und der Mancini, die am 16. Mai 1643 abgetragen wurden, um Platz für den neue Komplex von San Firenze zu schaffen. An sie erinnert eine Gedenktafel in der Via Borgo dei Greci, an der Ecke der alten Kirche. Im Gegenzug forderten die Familien die Verpflichtung, „jedes Jahr einige Messen zu feiern“ (Paolo Verzoni, Ricordi).

## Ausgrabung
Zwischen Oktober und Dezember 2008 wurde bei einer Ausgrabung in einem begrenzten Gebiet auf der Seite der Via Borgo dei Greci Spuren der Kirche aus dem 13. Jahrhundert gefunden. Dabei wurde festgestellt, dass sie über einem frühmittelalterlichen Friedhof stand (das Gebiet wurde erst nach 1173–1175 in die Mauern eingegliedert), der sich seinerseits über den Resten eines Isis-Tempels befand. Spuren davon waren bereits 1772 gefunden worden, als man bei Ausgrabungen für die Fundamente des neuen Philippiner-Komplexes einige Medaillen und antike Fundamente fand, auf denen grobe Pietraforte-Zylinder ruhten (vielleicht bereits mit Stuck bedeckt), die jedoch in Verbindung mit dem nahe gelegenen römischen Theater gebracht worden waren.

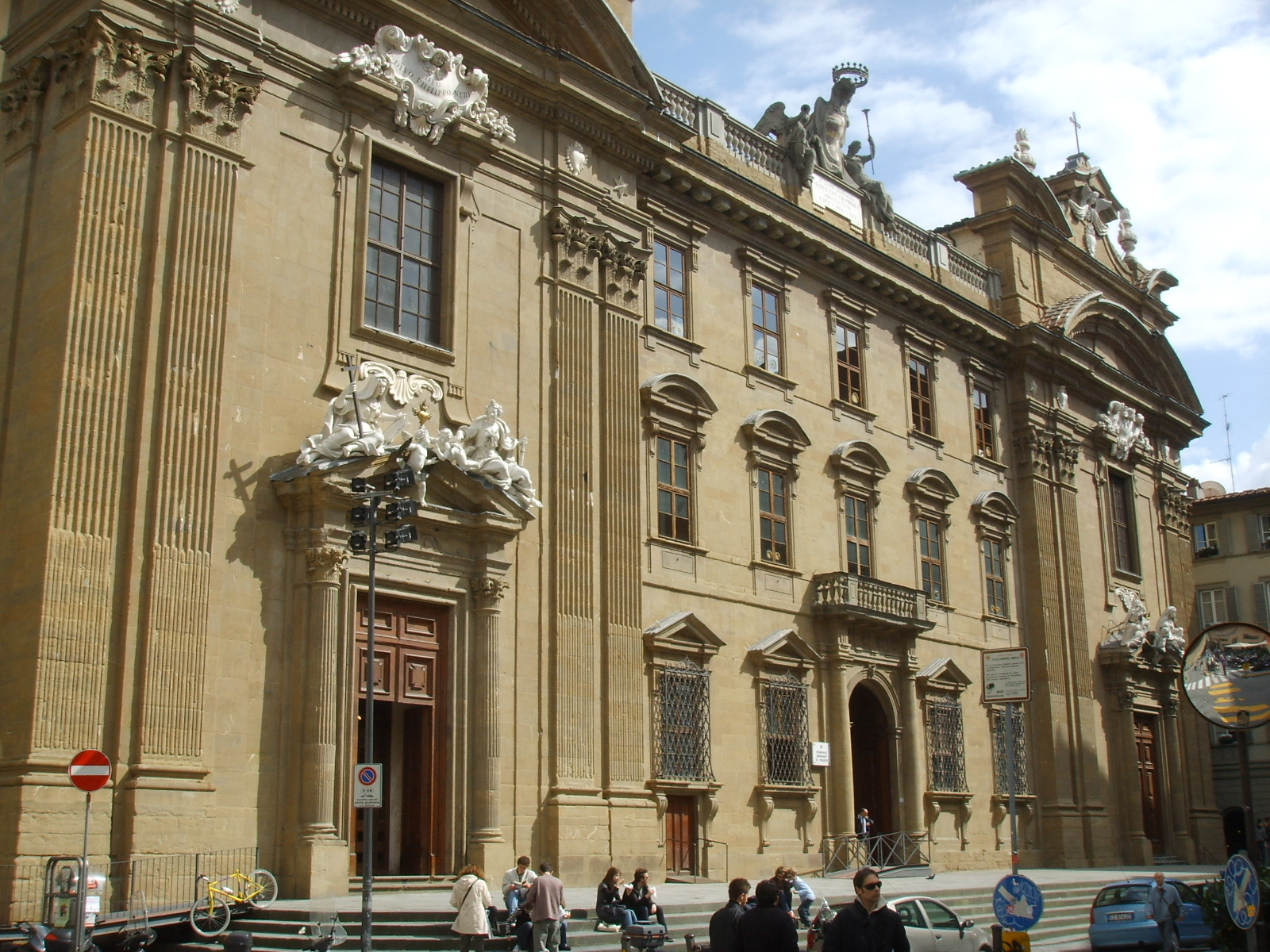
Der Komplex von San Firenze, wo sich die Kirche San Fiorenzo befand (rechtes Ende)